# با تفنگداران نیروی دریایی در تاراوا
با تفنگداران نیروی دریایی در تاراوا (انگلیسی: With the Marines at Tarawa) فیلمی در ژانر مستند، تبلیغاتیِ سیاسی و جنگی به کارگردانی لوئیس هیوارد است که در سال ۱۹۴۴ منتشر شد. این فیلم تصویر موثقی از آماده شدن تفنگداران نیروی دریایی آمریکا برای شرکت در نبرد تاراوا را به تصویر کشیده است.
این فیلم در هجدهمین دوره جوایز اسکار، برنده جایزه اسکار بهترین فیلم مستند کوتاه شده است.

## نگارخانه

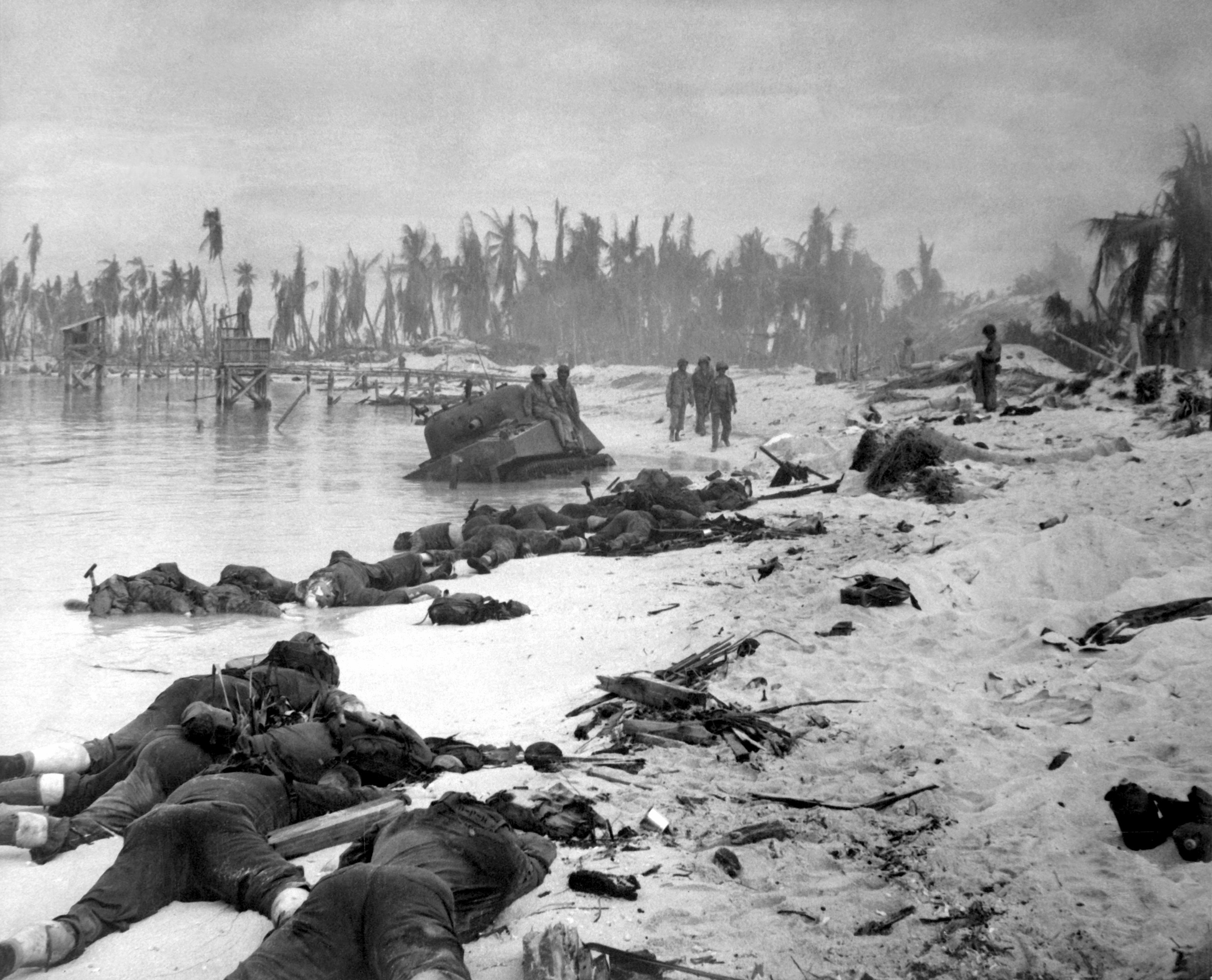